# Heartbreaker (Inna)
Heartbreaker è il settimo album in studio della cantante rumena Inna, pubblicato il 27 novembre 2020.

## Tracce
1. Maza jaja – 3:20
2. One Reason – 3:08
3. Flashbacks – 2:57
4. Beautiful Lie – 3:00
5. Gucci Balenciaga – 2:50
6. Heartbreaker – 3:00
7. Sunset Dinner – 2:52
8. You and I – 2:46
9. Thicky – 3:04
10. Till Forever – 3:10